# Inviati molto speciali
Inviati molto speciali (I Love Trouble) è una commedia romantica del 1994 diretta da Charles Shyer e scritta insieme alla moglie Nancy Meyers, con protagonisti Nick Nolte e Julia Roberts.

## Trama
Peter Brackett è un giornalista di successo del Chicago Chronicle, uno dei due quotidiani principali di Chicago. Affermato, egocentrico e donnaiolo adesso si crogiola come opinionista riciclando suoi vecchi pezzi ed ora è anche scrittore di gialli ed ha appena pubblicato il suo ultimo libro.
Un incidente ferroviario, sulla scena del quale viene mandato controvoglia, e gli intrighi che lo hanno causato risvegliano in lui la passione per il giornalismo d'assalto.
Nel suo lavoro Brackett si trova poi a competere con la giovane e spavalda Sabrina Peterson, giornalista emergente del Chicago Globe, diretto concorrente del quotidiano di Peter.
I due, prima fronteggiandosi senza esclusione di colpi (giornalistici) e poi insieme indagano sul misterioso disastro ferroviario. Nel farlo scoprono che l'evento è strettamente collegato alla Chess Chemical, un'industria chimica che ha brevettato l'LDF, ormone estremamente cancerogeno il cui brevetto sta per essere approvato da una commissione parlamentare.
Nel corso delle indagini, Brackett e Peterson vengono pedinati da alcuni tipi loschi, che cercano di ucciderli in ogni modo. Per evitare uno di loro, i due giornalisti si rifugiano in una cappella di Las Vegas, dove sono costretti a sposarsi.
Successivamente i due decidono di separarsi e così Sabrina si fa assumere alla Chess Chemical, mentre Peter sceglie di abbandonare le indagini. Tuttavia quest'ultimo ritorna sui suoi passi e riesce a salvare la donna, che nel frattempo ha smascherato i colpevoli.
Risolto il caso, i due si scoprono realmente innamorati e vanno a vivere insieme, sebbene continuino ad essere rivali professionalmente.